# Дорогинский заказник
Дорогинский заказник — гидрологический заказник общегосударственного значения, расположенный в Прилукском районе (Черниговская область, Украина). Заказник создан 11 августа 1980 года. Площадь — 1 880 га. Код (государственный кадастровый номер) — 5В00000Ж0001. Находится под контролем Ичнянской городской общины.

## История
Был создан Постановлением Совета Министров УССР от 11.09.1980 года №524 и постановлением Кабинета министров Украины от 12.10.1992 года № 584 «Про изменение некоторых решений Правительства Украины в связи с принятием Закона Украины «Про природно-заповедный фонд Украины»

## Описание
Создан для охраны типичных для лесостепи болотных комплексов верховья реки Удай. Согласно физико-географическому районированию Дорогинский заказник относится к Ичнянско-Лохвицкому району Северной лесостепной области Полтавской равнины. Болото имеет водорегулирующее значение. Тип болота — эвтрофное (низинное).
Распределение земель:
- леса площадью 136,2 га
- кустарники — 75,9 га
- застроенные земли — 4,3 га
- земли без растительности — 26,0 га
- болота — 1 574,8 га
- водоёмы — 16,0 га
- сенокосы — 16,8 га
- пастбища — 30,0 га

Ближайшие населённые пункты: сёла Андреевка, Бакаевка, Буромка, Дорогинка Прилукского района Черниговской области Украины, город — Ичня.

## Задания
- сохранение в природном состоянии типичных для лесостепи болотного комплекса в верховьи реки Удай, как регулятора её водного режима и уровня грунтовых вод прилегающих территорий
- охрана водосборной территории в среднем течении реки Удай с эвтрофными (низинными) болотами, характерными для Сульско-Вороклинской гидрологической подобласти Левобережно-Днепровской провинции
- охрана мест произростания ятрышника болотного, коручки болотной, пальчатокоренника майского и мест обитания серого журавля, дозорщика-императора, усача мускусного, многоцветница чёрно-рыжая, занесённые в Красную книгу Украины
- проведение научных исследований и наблюдений на территории заказника
- поддержание общего экологического баланса между трофоценотическими комплексами водных и болотных биоценозов в регионе
- распространение экологических знаний

## Природа
Охраняется типичное низинное болото с преобладанием купенносоковых группирований осоки омской. На периферии — биоценозы хвощей, осоки чёрной и осоки просовидной. Группирования рогоза и камыша занимают большие площади. Встречаются лепешяк большой, дербенник иволистый, рогоз широколистый и прочие.
Растительные покров возле села Дорогинка представляет пойменное болото в верховье реки Удай. Через большую часть болота, которая менее трансформирована торфоразработками, учёными (во время экспедиции) был заложен эколого-ценотический профиль. Среди группирований можно выделить основные: Agrostis stolanifera – Trifolium repens; Phragmites australis; Carex omskiana – C.rostrata + Menyanthes trifoliata; C.lasiocarpa + C.omskiana -- Menyanthes trifoliata; Carex omskiana – Menyanthes trifoliata; Glyceria maxima – Equisetum fluviatile; Typha latifolia – C.omskiana; Salix cinerea – C.omskiana; Phragmites australis – Salix cinerea; Lemnaceae; Typha angustifolia  – Lemnaceae ; Carex acutiformis – Typha latifolia – Glyceria maxima и прочие.
Ива пепельная (Salix cinerea) с ивой Старка, занесённая в Красную книгу Украины, могут образовывать гибриды.
На территории болотного массива были обнаружены значительные запасы лекарственных растений, среди которых алтея лекарственная, валерьяна высокая, цикута ядовитая, вахта трёхлистая, волчье тело болотное, девясил высокий и прочие.
Следует отметить, что болотный массив является репрезентативным для Левобережной Лесостепи — значительное участие высокотравных биоценозов и наличие галофитных группирований. Но расположение в экотонной полосе двух ботанико-географических зон (лесной и лесостепной) обусловлено формированием богатого и специфического растительно покрова.